# Eunidia discobivittata
Eunidia discobivittata är en skalbaggsart som beskrevs av Stefan von Breuning 1939. Eunidia discobivittata ingår i släktet Eunidia och familjen långhorningar.
Artens utbredningsområde är Moçambique. Inga underarter finns listade i Catalogue of Life.